# Lewis Zerter-Gossage
Lewis Zerter-Gossage (* 23. Mai 1995 in Montréal, Québec) ist ein deutsch-kanadischer Eishockeyspieler, der seit Juli 2025 bei den Starbulls Rosenheim aus der DEL2 unter Vertrag steht. Zuvor war der sowohl als rechter Flügelstürmer als auch Center eingesetzte Angreifer unter anderem für die Hartford Wolf Pack in der American Hockey League (AHL) sowie für die Eisbären Berlin in der Deutschen Eishockey Liga (DEL) aktiv.

## Karriere

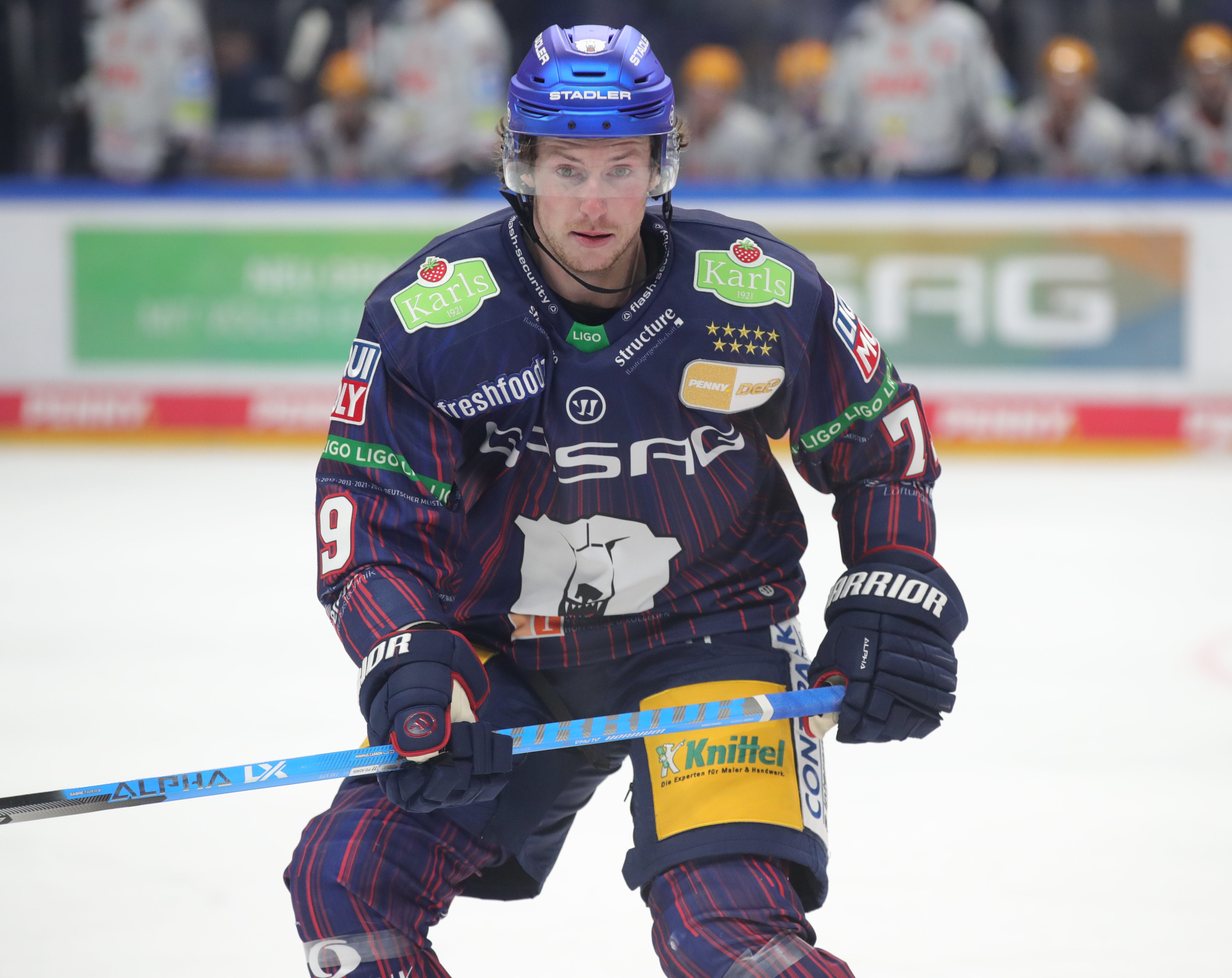
Zerter-Gossage im Trikot der Eisbären Berlin (2022)

Nachdem Zerter-Gossage sein High-School-Zeit bis zum Jahr 2014 in den Vereinigten Staaten verbracht hatte, verbrachte der Stürmer die Saison 2014/15 bei den Penticton Vees in der Juniorenliga British Columbia Hockey League (BCHL). Dort gewann er mit dem Team in dieser Spielzeit die Meisterschaft der Liga in Form des Fred Page Cups. Daraufhin zog es ihn für die folgenden vier Spielzeiten an die renommierte Harvard University. Parallel zu seinem Studium lief Zerter-Gossage in den folgenden vier Jahren für die Harvard Crimson, das Eishockeyteam der Universität, auf. Im Jahr 2017 gewann er mit der Mannschaft die Meisterschaft der ECAC Hockey. In seiner letzten Saison führte er das Team als Mannschaftskapitän an.
Zum Ende seiner Studienzeit erhielt der ungedraftete Angreifer einen Probevertrag bei den Hartford Wolf Pack aus der American Hockey League (AHL). Bis zum Ende der Saison 2018/19 kam er dort zu fünf Profieinsätzen. Im folgenden Spieljahr kamen 25 weitere AHL-Partien für Hartford hinzu, während er auf Leihbasis auch zu Einsätzen für die Maine Mariners und – nach einem Transfer im Februar 2020 zu den Lehigh Valley Phantoms – die Reading Royals in der ECHL kam. Zu Beginn der Saison 2020/21, die durch die COVID-19-Pandemie geprägt war, wechselte Zerter-Gossage im Dezember desselben Jahres erstmals nach Deutschland und heuerte bei den Blue Devils Weiden aus der drittklassigen Oberliga Süd an.
Nach einer kurzen Rückkehr zu den Maine Mariners in die ECHL zur Spielzeit 2021/22 wurde der Deutsch-Kanadier im Oktober 2022 von den Eisbären Berlin verpflichtet. Er wurde vorerst an die Lausitzer Füchse aus der DEL2 verliehen, um nach einer längeren Pause wieder Spielpraxis zu sammeln. In Deutschlands zweiter Liga konnte er auf sich aufmerksam machen und wurde zur Saison 2023/24 vom damaligen DEL-Absteiger Bietigheim Steelers unter Vertrag genommen. Als die Saison mit dem weiteren Abstieg der Steelers geendet hatte, kehrte er zu den Lausitzer Füchsen zurück und blieb somit in der DEL2. Bei den Füchsen avancierte er schnell zum verlässlichen Scorer und war zwischenzeitlich sogar Topscorer. Im Oktober und November 2024 brachten den Stürmer jedoch Verletzungen aus dem Tritt und er konnte erst im Januar zum Ende der Hauptrunde wieder eingreifen. Zur Saison 2025/26 wurde sein Wechsel zu den Starbulls Rosenheim bekannt.

## Erfolge und Auszeichnungen
- 2015 Fred-Page-Cup-Gewinn mit den Penticton Vees
- 2017 Whitelaw-Cup-Gewinn mit der Harvard University

## Karrierestatistik
Stand: Ende der Saison 2024/25
(Legende zur Spielerstatistik: Sp oder GP = absolvierte Spiele; T oder G = erzielte Tore; V oder A = erzielte Assists; Pkt oder Pts = erzielte Scorerpunkte; SM oder PIM = erhaltene Strafminuten; +/− = Plus/Minus-Bilanz; PP = erzielte Überzahltore; SH = erzielte Unterzahltore; GW = erzielte Siegtore; 1 Play-downs/Relegation; Kursiv: Statistik nicht vollständig)